# Puchar Włoch w piłce nożnej (2007/2008)
Puchar Włoch 2007/08 – 61 edycja rozgrywek piłkarskiego Pucharu Włoch.

## Półfinały
- AS Roma - Calcio Catania 1:0 i 1:1
- Inter Mediolan - S.S. Lazio 0:0 i 2:0

## Finał
- 24 maja 2008, Rzym: AS Roma - Inter Mediolan 2:1